# Peter Skak Olufsen
Peter Skak Olufsen (født 11. oktober 1942 på Quistrup, død 11. september 2013, også på Quistrup) var en dansk godsejer, kammerherre, hofjægermester og erhvervsleder i Bang & Olufsen, bror til Kirsten Færch, Lise Koefoed og Birgitte Melbye.
Han var søn af godsejer, hofjægermester Aksel Olufsen, som var broder til medstifteren af Bang & Olufsen Svend Olufsen. Han ville oprindeligt have været jurist, men efter faderens ønske blev han uddannet agronom på Den Kongelige Veterinær- og Landbohøjskole med afgangseksamen i 1970. To år senere overtog han familiens gods Quistrup, som han i 1999 overdrog fire femtedele af til sin søn Janus Skak Olufsen, der er uddannet advokat. I 2007 overdrog Peter Skak Olufsen hele godset til sønnen, men stod stadig for selve driften. Han blev hofjægermester og i 2004 kammerherre. 14. november 1989 blev han desuden Ridder af Dannebrog.
Olufsen havde indtil september 2012 sæde i B&O's bestyrelse, hvor han fra 1989 til 2001 var formand. Med hans afgang var familien Olufsen ikke længere repræsenteret i B&O's ledelse.
Han har været formand for Hedeselskabet, og siden 2003 sad Olufsen i bestyrelsen for JP/Politikens Hus. Han havde desuden en række andre bestyrelsesposter (se nedenfor).
Han var gift med Susanne Olufsen, født da Costa Carneiro.

## Tillidshverv
- Præsident for Det Kongelige Danske Landhusholdningsselskab 1979-94
- Hedeselskabet: Næstformand for repræsentantskabet 1982-93, formand for repræsentantskabet 1993-98, formand for bestyrelsen 1998-2007
- Bang & Olufsen A/S: Bestyrelsesmedlem 1972-2012, formand 1989-2001
- Formand, Hunsballe Frø A/S
- Formand, I/S Fiil-Sø Avlsgaard
- Formand, A/S Fiil-Sø
- Formand, Fiil-Sø Svineavl A/S
- Formand, Aktieselskabet Jysk Landvinding
- Formand for Fonden Nr. Vosborg, 2004-2013
- Bestyrelsesmedlem, JP/Politikens Hus, 2003-2013
- Bestyrelsesmedlem, Idagaardfonden
- Bestyrelsesmedlem, Skovselskabet Skov-Sam Holding ApS
- Bestyrelsesmedlem, ESCO International ApS
- Bestyrelsesmedlem, Det Fælles Udgiverselskab A/S (senere JP/Politikens Hus)
- Medlem, Det rådgivende repræsentantskab for Danske Bank A/S